# Rödöns distrikt
Rödöns distrikt är ett distrikt i Krokoms kommun och Jämtlands län. Distriktet ligger omkring Krokom i mellersta Jämtland.

## Tidigare administrativ tillhörighet
Distriktet inrättades 2016 och utgörs av Rödöns socken i Krokoms kommun.
Området motsvarar den omfattning Rödöns församling hade 1999/2000.

## Tätorter och småorter
I Rödöns distrikt finns tre tätorter och tre småorter.

### Tätorter
- Dvärsätt
- Hissmofors
- Krokom

### Småorter
- Högen
- Mjäla
- Rödögården